# On the Jump
Pour le film d'Alfred J. Goulding avec Harold Lloyd, voir L'Hôtel du chahut-bahut.
Pour plus de détails, voir Fiche technique et Distribution.
On the Jump est un film muet américain réalisé par Raoul Walsh et sorti en 1918.

## Synopsis
Pendant la guerre, Jack Bartlett, un journaliste, interviewe le Président Woodrow Wilson sur l'importance de la quatrième campagne des Liberty Loans. À son retour de Washington, il découvre qu'Otto Crumley, favorable à l'Allemagne, a pris le contrôle du journal. Quand Crumley déchire l'interview, Jack démissionne et rejoint la campagne de récolte des fonds pour le Liberty Loan. Après avoir récolté une somme importante pour le gouvernement, Jack arrive à déjouer une grève dans une usine de munitions. Plus tard, il apprend que Crumley, en fait un espion allemand, a volé une formule de carburant inventée par William Desmond, le père de sa fiancée Margaret. Crumley détient Margaret, mais Jack la sauve et appréhende l'espion. 

## Fiche technique
- Titre original : On the Jump
- Réalisation : Raoul Walsh
- Scénario : Ralph Spence, d'après une histoire de Raoul Walsh
- Photographie : Roy F. Overbaugh
- Production : William Fox
- Société de production : Fox Film Corporation
- Société de distribution : Fox Film Corporation
- Pays de production :  États-Unis
- Langue originale : anglais
- Format : noir et blanc — 35 mm — 1,37:1 — Film muet
- Genre : Comédie dramatique
- Durée : 6 bobines
- Date de sortie :
  - États-Unis : 6 octobre 1918
- Licence : Domaine public

## Distribution
- George Walsh : Jack Bartlett
- Frances Burnham : Margaret Desmond
- James A. Marcus : William Desmond
- Henry Clive : Otto Crumley
- Ralph Faulkner : Président Woodrow Wilson

## Autour du film
- À ne pas confondre avec On the Jump, en français L'Hôtel du chahut-bahut, film sorti la même année, réalisé par Alfred J. Goulding, avec Harold Lloyd